# Higashimiyoshi
Higashimiyoshi (東みよし町, Higashimiyoshi-chō) est un bourg du district de Miyoshi, situé dans la préfecture de Tokushima, au Japon.

## Géographie

### Démographie
Au 1er mai 2015, la population de Higashimiyoshi s'élevait à 14 261 habitants répartis sur une superficie de 122,48 km2.

## Histoire
La création de Higashimiyoshi date de 2006 après la fusion des anciens bourgs de Miyoshi et Mikamo.